# Dai Sato
Dai Sato (Saitama, 16 augustus 1971) is een voormalig Japans voetballer.

## Carrière
Dai Sato speelde tussen 1990 en 2003 voor Kashiwa Reysol.